# 手筒花火

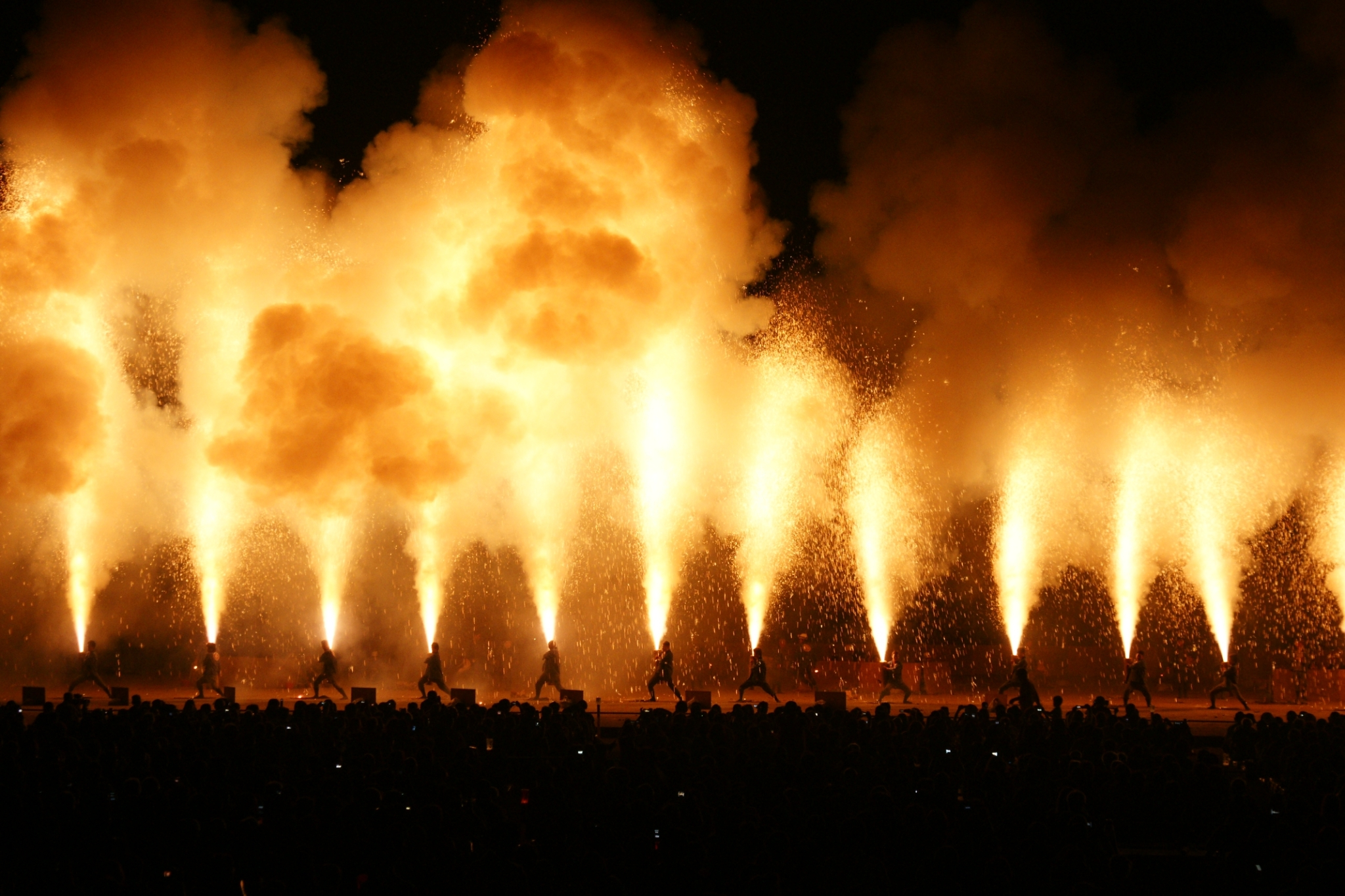
手筒花火

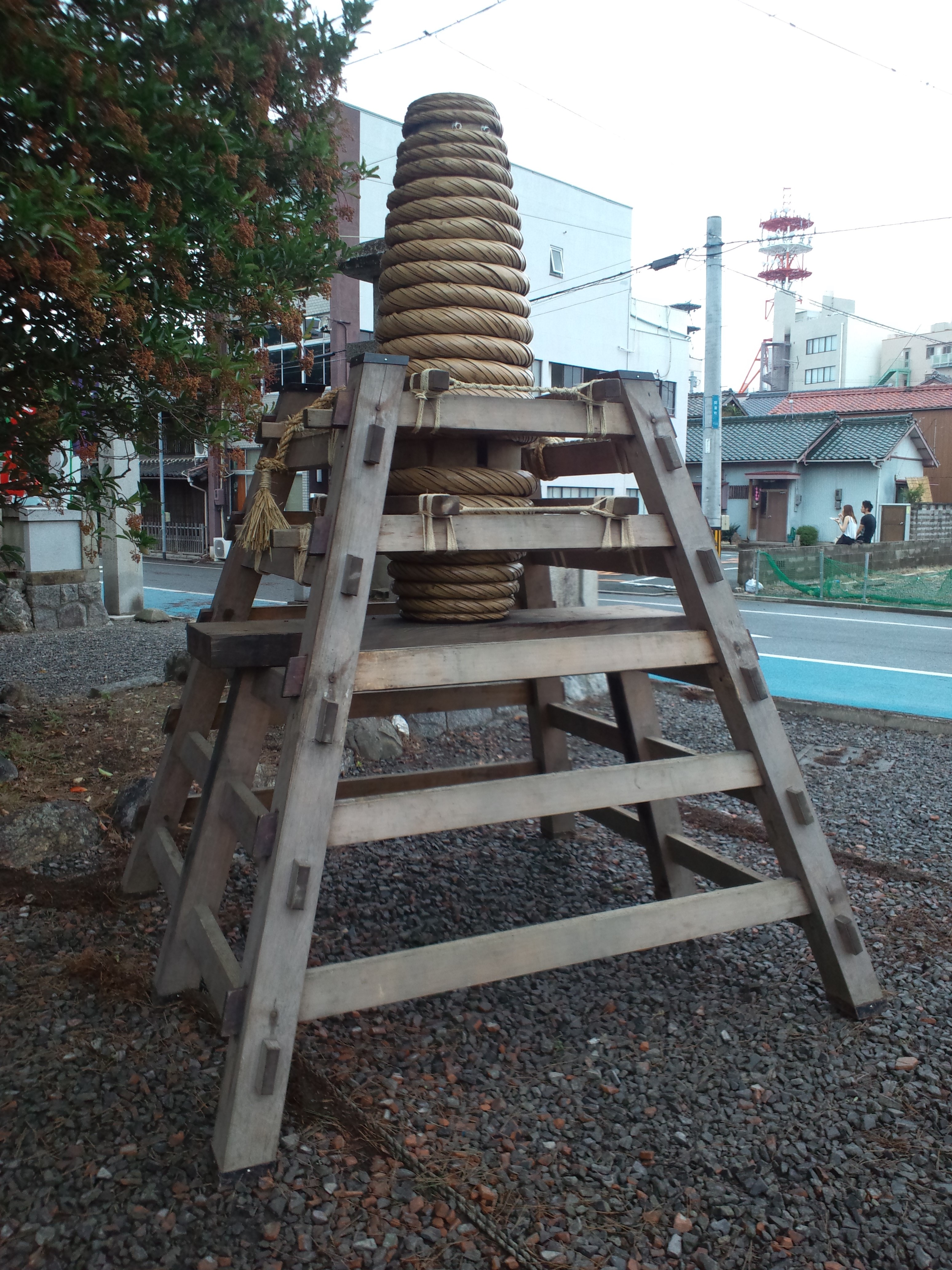
大筒花火（豊橋市・吉田神社）

手筒花火（てづつはなび）は、1メートルほどの竹筒に火薬を詰め、それを人が抱えながら行う花火である。手筒花火は、打ち上げ式ではなく吹き上げ式の花火で、その火柱は大きいものだと10数メートルにもなる。
愛知県豊橋市の吉田神社は手筒花火の発祥の地といわれ18世紀に既に行われている。豊橋市のある愛知県東三河地方、および静岡県の遠州地方西部で特に盛んである。

## 起源
日本で花火が製造されるようになったのは16世紀の、鉄砲伝来以降である。
『宮中秘策』（1741年）によれば、1613年に徳川家康が江戸城内で花火を見物したという。この花火の1種が、手筒花火である。
徳川の砲術隊が、三河岡崎にこの技術を持ち帰り、三河・遠州で、花火（手筒花火）が盛んになったともいう。
さらに古くは、豊橋の吉田神社に残る記録『三河国古老伝』に「永禄元年（1558年）天王祭礼祀ノ花火ト云フ事始メル」とあり、また『吉田神社略記』においては、「花火ノ創始ハ羽田吉田綜録ニ永禄三申庚年（1560年）今川義元公吉田城城代大原肥前守知尚公花火ヲ始ムトアリ、花火の尤古ヨリ用ヒラレシハ流星、手筒トス然レドモ其ノ大ナル者ナシ、次デ建物（仕掛花火）綱火等用ヒラルルモ亦然リ、建物ノ巨大ナリシハ元禄十三年（1700年）一シテ手筒ノ雄大トナリシハ正徳元年（1711年）ナリ云々」とある。

## 特徴
通常の打ち上げ花火などとは違い、花火師が製造を行うのではなく、資格を取った地元の男衆が、最初の竹を切るところから最後の火薬を詰めるところまで、全て自分自身の手によって行い、最終的に神社の祭りで打ち上げ奉納するのが一般的である。
点火すると、轟音と共にオレンジ色の火柱が上がり、仁王立ちの状態で放揚する。最後には「はね」と呼ばれる、衝撃音と共に手筒の底が破裂する爆発によって幕を閉じる。（ただし、遠州地方の物の一部には「はね」がない事もある。）

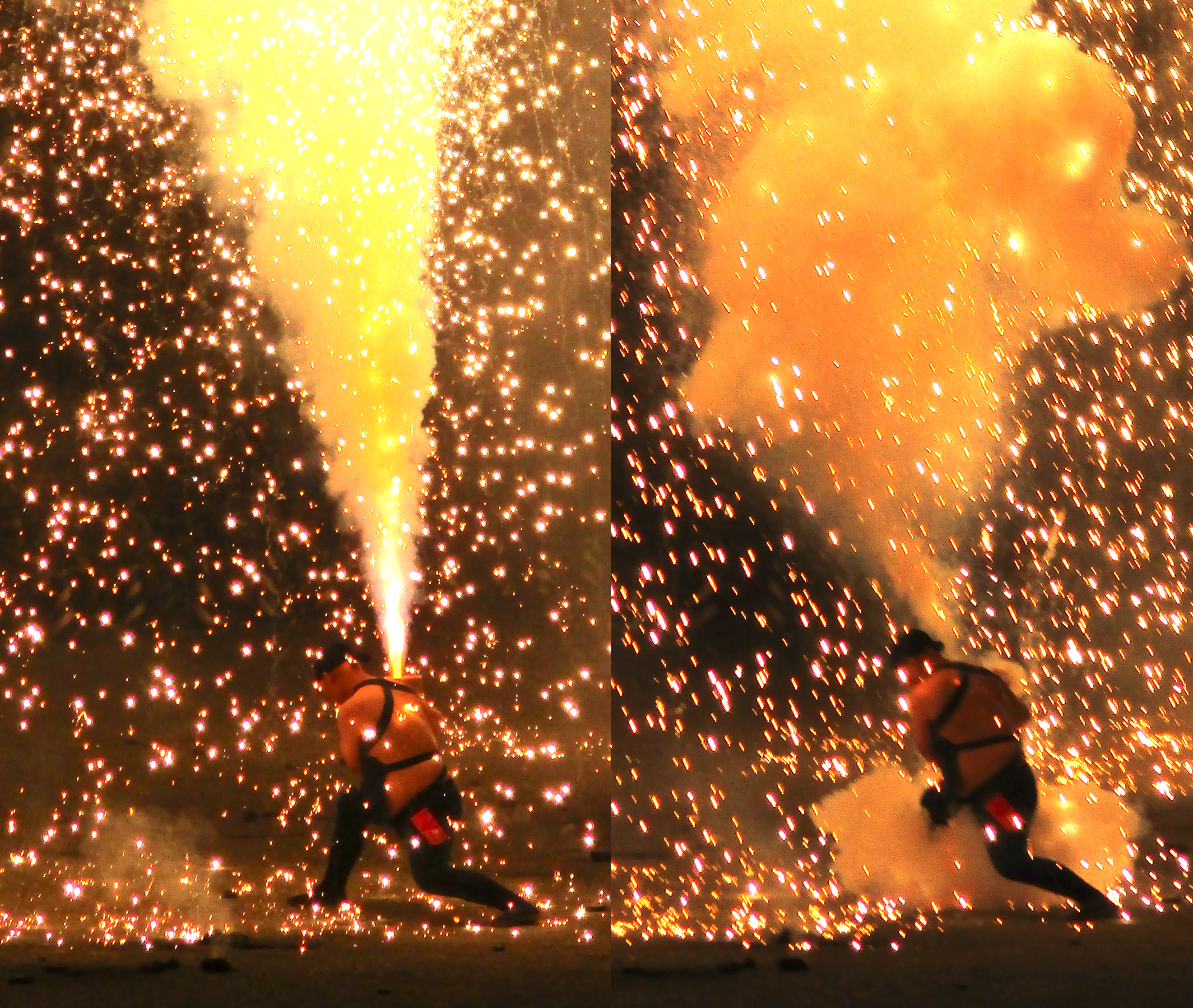
放揚（左）と「はね」（右）
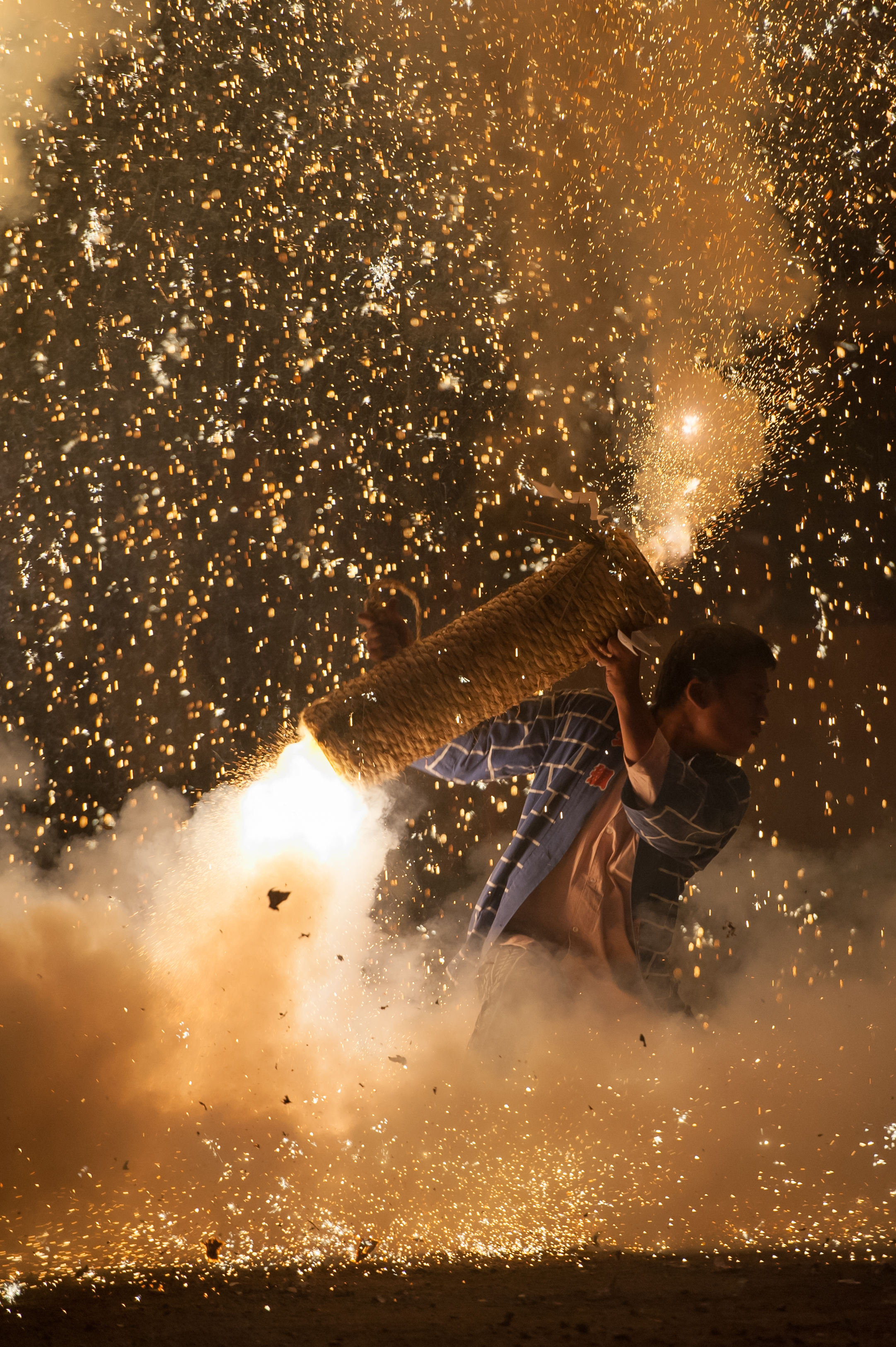
はね

## 地域分布
伝統的に手筒花火が行われているのは、愛知県東三河地方とそれに接する静岡県遠州地方の浜名湖沿岸地域であり、同じ遠州地方でも、天竜川以東では伝統的なものは少なく、もし行われているとすれば、手筒花火が広く知られるようになった近年、伝統的に手筒花火を行っている団体を招くなどして新たにイベントとして打ち上げるようになったものがほとんどである。また同様のことが愛知県西三河地方にも言える。

## 手筒花火が見られる主な祭り・イベント

### 愛知県

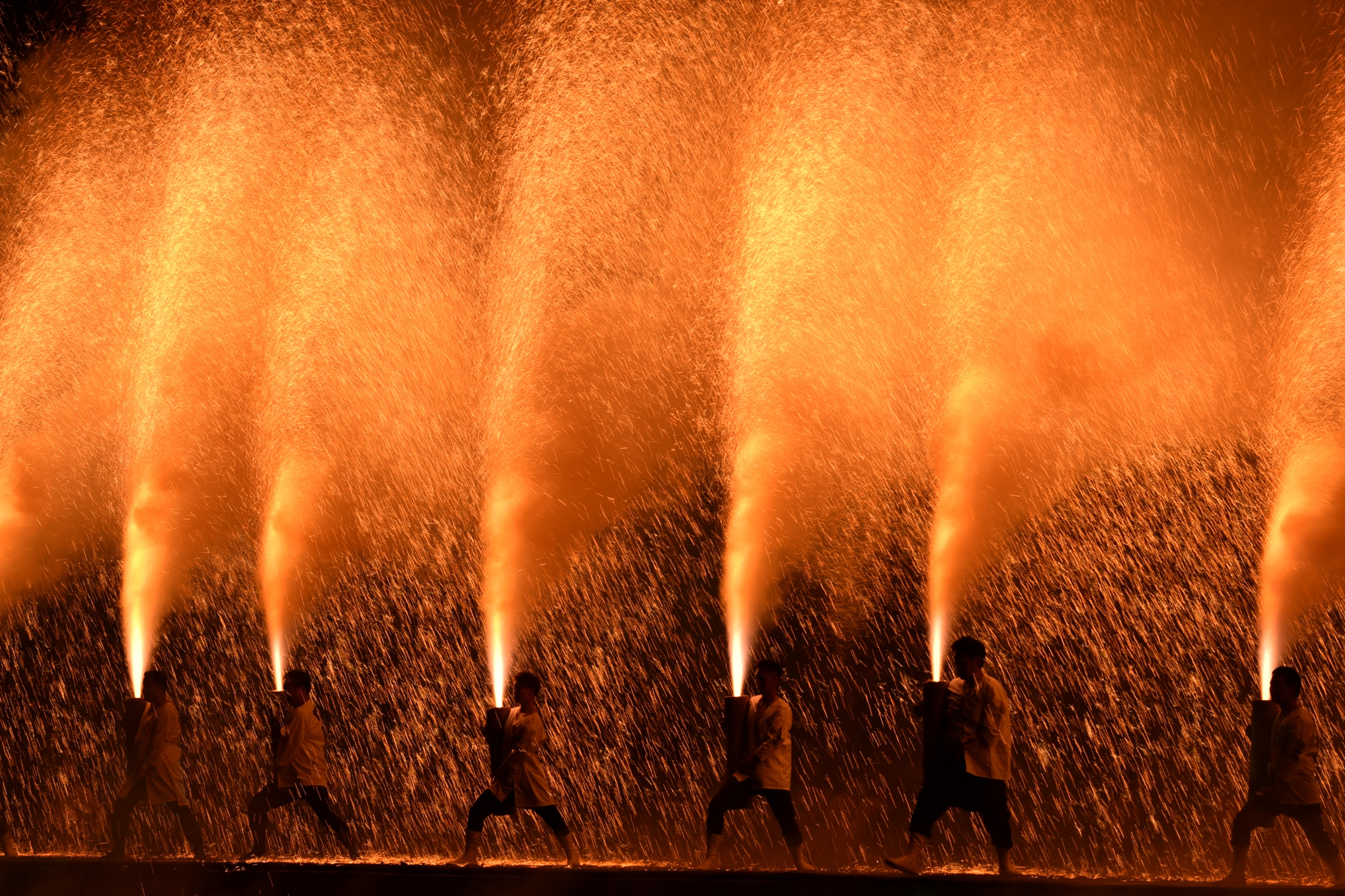
豊川手筒まつり

東三河
- 豊橋祇園祭（豊橋市）
- 炎の祭典（豊橋市）
- 羽田祭（豊橋市）
- 大清水神社秋季大祭（豊橋市）
- 豊川手筒まつり（豊川市）
- 国府夏まつり（豊川市）
- 御油夏まつり（豊川市）
- 菟足神社 風まつり（豊川市）
- 為当稲荷神社 花の撓大祭（豊川市）
- 蒲郡手筒花火まつり（蒲郡市）
- 富永神社例大祭（新城市）
- 千郷神社祭礼（新城市）
- 一鍬田天王祭（新城市）
- 田原まつり（田原市）

西三河
- 岡崎城下家康公夏まつり花火大会（岡崎市）
- 豊田おいでんまつり（豊田市）
- 秋葉まつり (知立市)

尾張
- 一宮市びさい夏まつり（一宮市）

### 三重県
中勢
- 津まつり（津市）

### 静岡県
遠州
- 諏訪神社祭典奉納煙火（湖西市）
- 三ケ日まつり（浜松市）
- 西美薗諏訪神社奉納手筒花火（浜松市）
- HONDA夏祭り（浜松市）
- 浜松七夕ゆかた祭り（浜松市）

中部
- 静岡まつり（静岡市）
- 郷島煙火大会（静岡市葵区）
- 清水巴川灯ろうまつり（静岡市清水区）[3]

東部
- 三嶋大祭り（三島市）

### 岐阜県
- 手力の火祭（岐阜市）

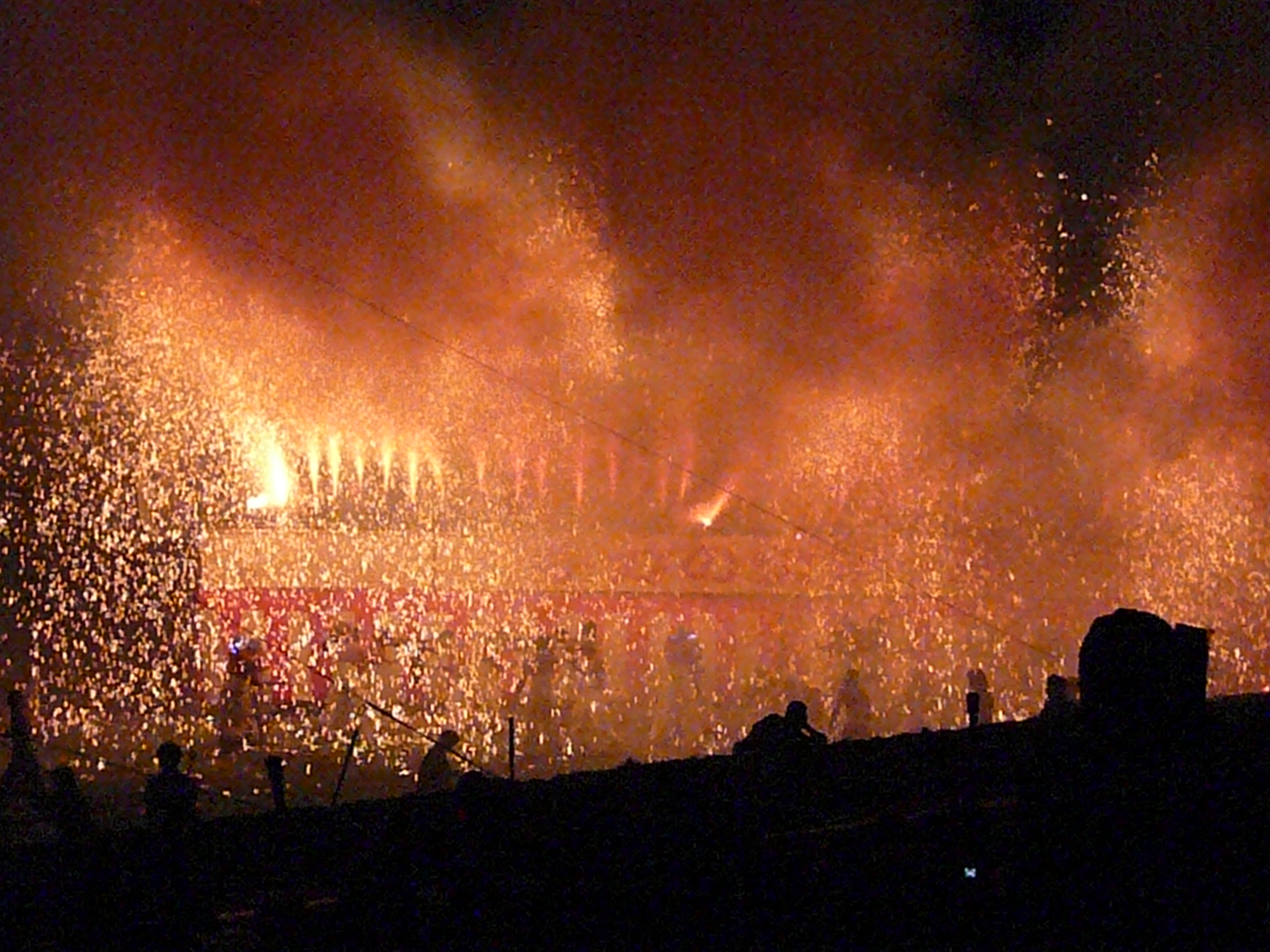
手力の火祭・夏（手筒花火の火の粉の中で乱舞する裸男衆）（岐阜市））

- 飛騨高山手筒花火打ち上げ　例年8月9日、厄（89＝ヤク）祓い（高山市）

### 千葉県
- 佐倉市民花火大会（佐倉市）

### 群馬県
- 館林手筒花火大会（館林市）[4]

### 栃木県
- 益子祇園祭（益子町）

益子祇園祭初日の7月23日に益子焼窯元共販センター南駐車場で「下野手筒会」により手筒花火が披露される。

### 茨城県
- 古河もも祭り（古河市）

### 北海道
- 鬼花火（登別市）